# Bahadur Gupta
Bahadur Gurung Gupta (ur. 7 września 1976) – indyjski biegacz narciarski. Olimpijczyk z Turynu 2006, gdzie zajął 78. miejsce w biegu sprinterskim.
Jego najlepszy wynik w zawodach FIS-u to trzecie miejsce w sprincie i biegach na 10 i 15 km zdobyte w 2005 roku w indyjskim ośrodku narciarskim Gulmarg w prowincji Dżammu i Kaszmir.